# Tour ronde (Portsmourth)
Pour les articles homonymes, voir Tour ronde.
La Tour Ronde est une fortification située à l'entrée du port de Portsmouth. Il s'agit d'un bâtiment classé Grade I.

## Histoire
Le site est à l'origine occupé par une tour en bois, par la suite remplacée par une tour en pierre.

### La tour en bois
La tour en bois est construite entre 1418 et 1426, sur ordre du roi Henri V. D'autres sources indiquent une construction vers 1415.
En 1422, une chaîne défensive pouvant être levée en cas d'urgence est construite à partir de la Tour ronde et à travers l'entrée du port.

### La tour de pierre

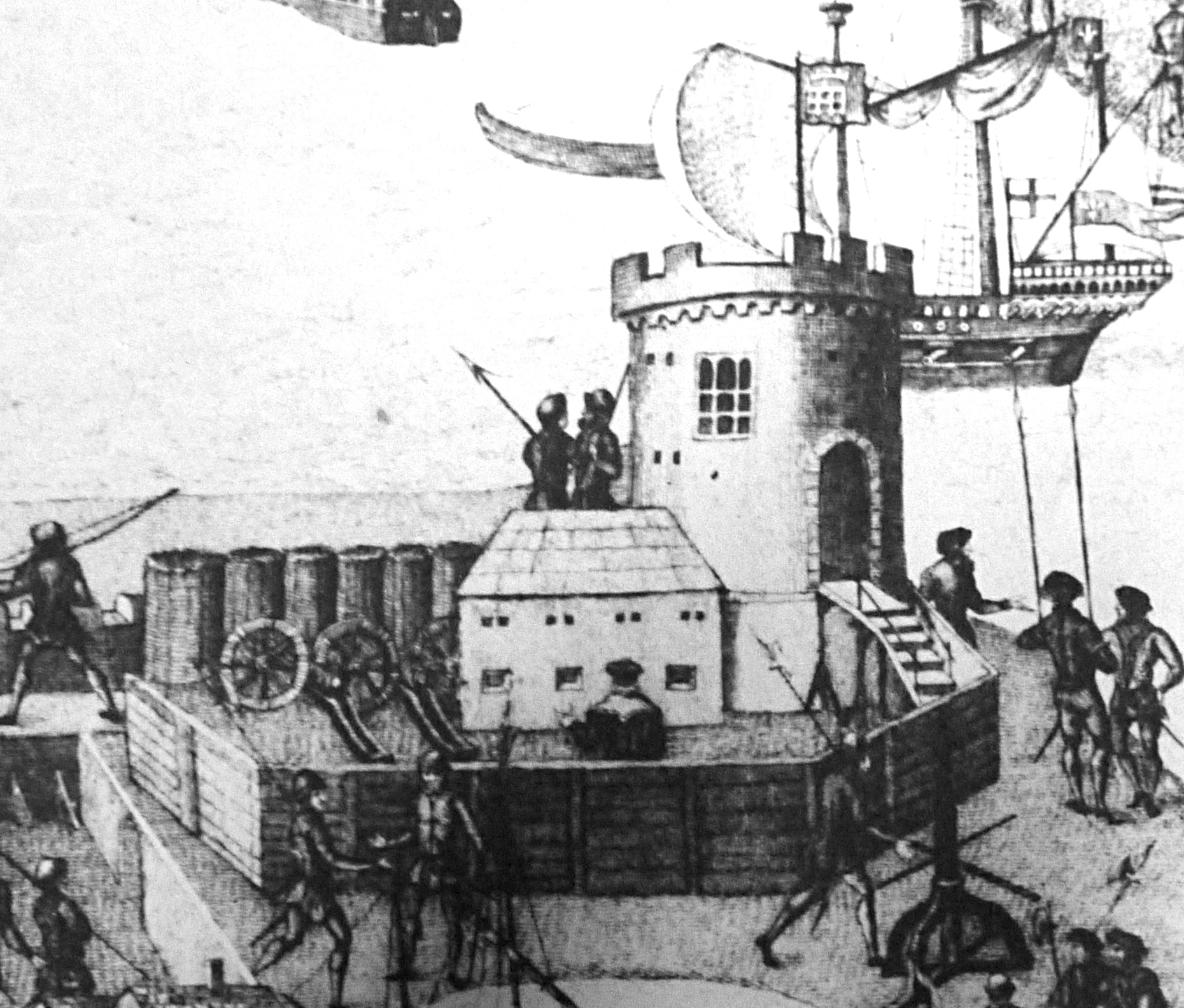
Une représentation de la construction de la tour ronde en 1545

Dans les années 1490, la tour est reconstruite en pierre. Dans les années 1680, une ligne de remparts est ajoutée afin de relier la tour ronde à la tour carrée. La partie supérieure est ensuite reconstruite pendant les guerres napoléoniennes.
Entre 1847 et 1850, le toit de la tour est modifié pour servir de plate-forme de tir. Le conseil municipal de Portsmouth acquiert la tour en 1958. Elle est classée monument historique depuis 1969.